# Google Chrome OS
ChromeOS (понякога стилизирана като chromeOS и преди стилизирана като Chrome OS)  е малка и лека Linux базирана операционна система, състояща се само от браузър. Към май 2010 операционната система все още е в разработка, като официалното ѝ пускане от Google се очаквало в края на 2010 година. Днес операционната система е налична за сваляне и инсталиране, като тя не е развита напълно. Тя се разпространява със специфични хардуерни устройства, разработени от производители, партньори на Google. Google Chrome OS е предназначена за потребители, които прекарват по-голямата си част от времето в интернет. Такива устройства са компютри от типа „всичко в едно“ като LG Chromebase, който е първият десктоп компютър с Chrome OS.

## Хардуер и разработки
Google Chrome OS се позиционира като операционна система за различни устройства – от малки нетбуци до пълноразмерни настолни системи и поддържа x86- и ARM-архитектура на процесорите.
Колективът на Google Chrome OS работи с много технологични компании с цел да се проектират и произведат нови устройства, които да осигурят високо качество на експлоатацията от потребителите. Сред тях са компании като Acer Inc., Adobe, Asus, Freescale Semiconductor, Lenovo, Qualcomm, Texas Instruments, Toshiba, NVIDIA. В разработването взема участие и компанията Intel, сътрудничеството с която започва „известно време“ преди официалния анонс на системата. Dell също разглежда възможността да тества Chrome OS.
Резултат от тази съвместна работа стават нетбуците Chromebook.
През 2020 г. ChromeOS става втората най-популярна операционна система за крайни потребители (ръст от 6,4% през 2019 г. до 10,8% през 2020 г.). По-голямата част от ръста е за сметка на Windows (който спада от 85,4% през 2019 г. до 80,5% през 2021 г.).
На 18 ноември 2024 г. интернет изданието Android Authority съобщава, че Google планира да слее chromeOS напълно с Android.